# Stach Konwa

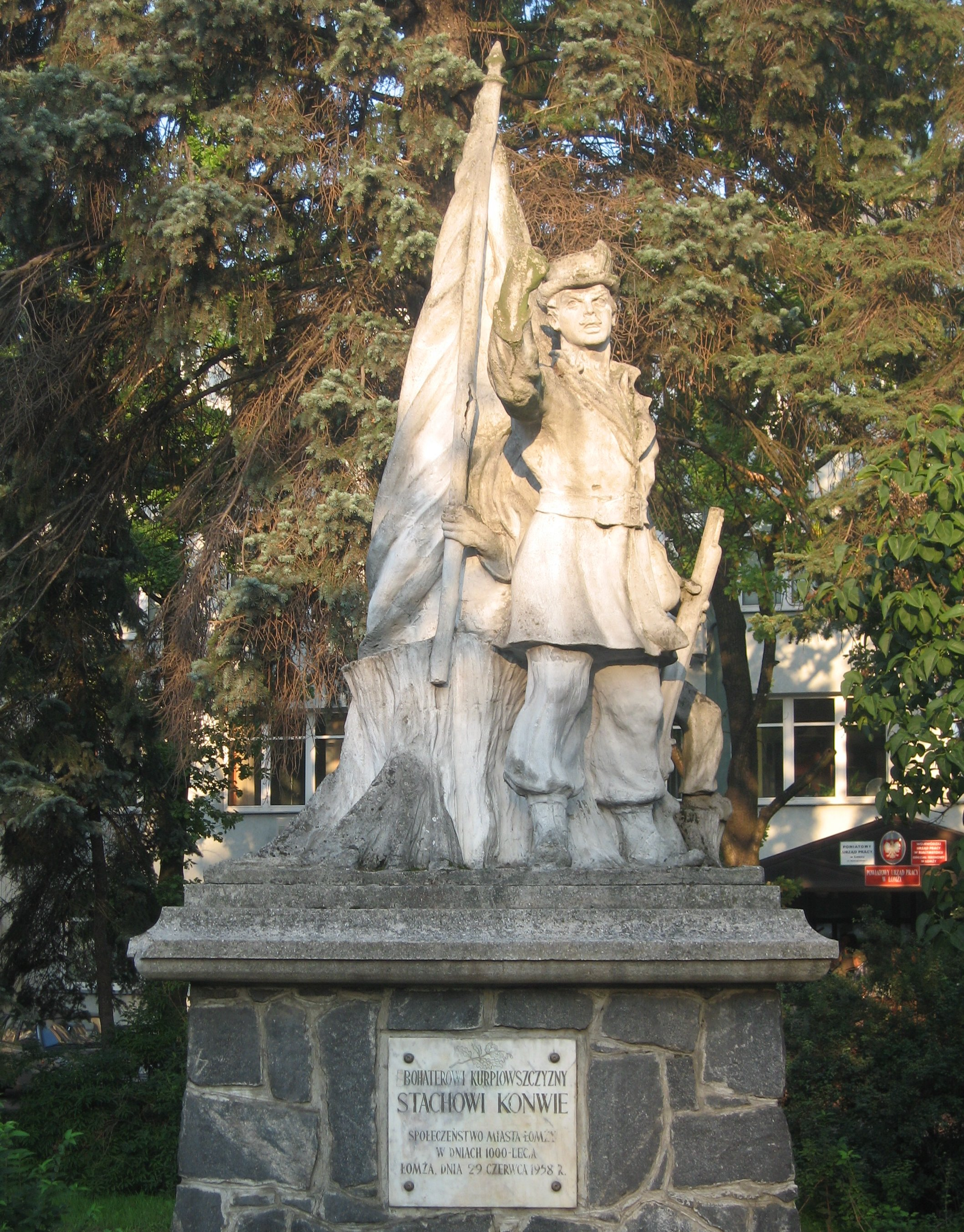
Stach Konwa

Stach Konwa là một anh hùng Ba Lan trong huyền thoại, đặc biệt quan trọng đối với cư dân của vùng Kurpie Ba Lan. Theo truyền thuyết, ông được sinh ra ở Nowogród và chết khoảng 1734-1735.
Stach Konwa có lẽ đã tồn tại, nhưng không có nguồn lịch sử nào ủng hộ điều này. Cái tên "Konwa" không phải là một cái tên thường được tìm thấy ở khu vực Kurpie và nó có thể là một bút danh được sử dụng để bảo vệ gia đình và bạn bè của ông khỏi bị trả thù. Mặt khác, các nhà nghiên cứu, chẳng hạn như Wiesław Majewski, cho rằng ông được tạo ra bởi các nhà văn đang cố gắng kích thích ý thức cộng đồng. Stach Konwa là mẫu mực của huyền thoại về các nhà lãnh đạo Kurpie tự do và can đảm, xuất phát từ người dân, những người đã chiến đấu chống lại những kẻ xâm lược và nông nô.

## Huyền thoại
Theo truyền thuyết, Konwa đã thể hiện lòng dũng cảm tuyệt vời trong Chiến tranh phương Bắc vĩ đại trong trận chiến cầu Kopański với người Thụy Điển vào ngày 22 và 23 tháng 1 năm 1708 gần Myszyniec. Trong Chiến tranh kế vị Ba Lan, ông được cho là đã chiến đấu về phía Stanisław Leszczyński. Và, trong thời gian lãnh đạo của Konfederacja Dzikowska, ông đã chỉ huy một bộ phận tình nguyện viên Kurpie, chiến đấu chống lại quân đội Nga và Saxon trong trận chiến Jednaczewo. Ông thua trận và bị bắt bởi những người Saxon, người đã treo cổ ông.

## Kỷ niệm

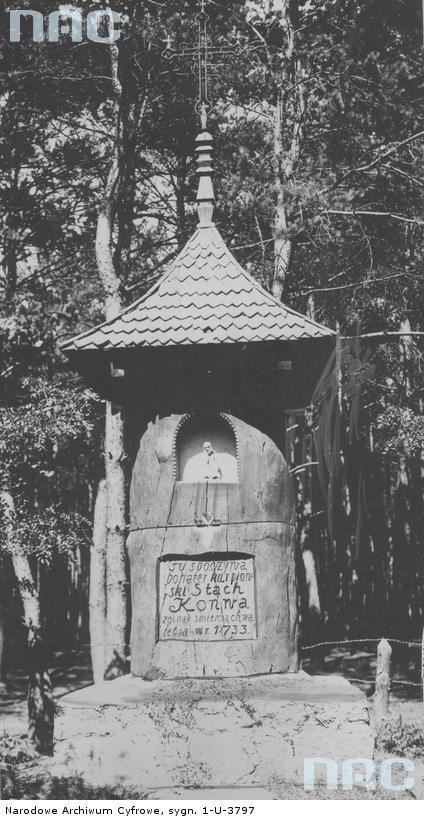
Đài tưởng niệm ở Jednaczewo. Fhoto từ khoảng 1922-1934

Stach Konwa vẫn còn trong ký ức của người dân Kurpie như một biểu tượng cho sự độc lập quyết liệt và khả năng chống lại sự Nga hóa của họ. Tượng đài đầu tiên được dựng lên thông qua những nỗ lực của Adam Chętnik trên mộ của Konwa trong khu rừng Kurpie gần Jednaczewo (khánh thành ngày 25 tháng 6 năm 1922). Tượng đài đã bị phá hủy trong Thế chiến II.
Một bản sao được sản xuất vào năm 1965 có thể được chiêm ngượng trong bảo tàng Kurpie ở Nowogród. Tượng đài Stach Konwa, bởi Gervase Lórinczego, được dựng lên vào năm 1958 tại Łomża nhân dịp kỷ niệm 1000 năm của thành phố. Trên tượng đài, bức tượng Konwa quay mặt về hướng đông với nắm đấm giơ lên theo hướng đó, được coi là biểu hiện của sự phản đối sự thống trị của Liên Xô.